# Epiphragma (Eupolyphragma) caninotum
Epiphragma (Eupolyphragma) caninotum is een tweevleugelige uit de familie steltmuggen (Limoniidae). De soort komt voor in het Oriëntaals gebied.